# Médaille militaire
Médaille militaire (Vojenská medaile) je vyznamenání Francouzské republiky zavedené princem-prezidentem Louisem-Napoleonem Bonapartem 22. ledna 1852. 

## Charakteristika
Jedná se o nejvyšší vyznamenání za chrabrost pro prosté vojáky a poddůstojníky. Důstojníkům se neuděluje. Udělena ale může být i vrchním velitelům armády nebo námořnictva, proto mezi její nositele patří i Winston Churchill, René Lefebvre, Franklin Delano Roosevelt a Josip Broz Tito.